# Шахтау
Шахтау (баш. Шаһтау — «шах-гора», «царь-гора») — срытый шихан, находившийся в Ишимбайском районе, на границе с микрорайоном Шахтау города Стерлитамака. Название горы отличается большой вариативностью: Шахтау, Шах-тау, Шах-Тау,  Шакетау, Шэкетау, Ашак-тау, Царь-гора.
Название Шахтау известно у балкарцев и карачаевцев, так они называют Эльбрус.
Как и остальные шиханы — остаток нижнепермского (поздний палеозой) рифового массива, образовавшегося свыше 230 миллионов лет назад в тропическом море (Уральский океан).
В настоящее время гора полностью уничтожена в результате геологических работ для получения сырья Башкирской содовой компанией, на месте шихана находится карьер. 

## Физико-географическая характеристика
Шахтау — короткий хребет длиной 1,3 км, шириной 980 м, вытянут в северо-западном направлении. Возвышался над уровнем р. Белой (до начала разработки) на 210 м. (336 м над уровнем моря). Расположен на правом берегу реки Селеук.
Массив Шахтау слагается рифогенными известняками, образующими пиннакл; восточный склон массива энергично размыт в предартинское время и соответственно на восточном крыле наблюдается резкое несогласное налегание верхнеатинских отложений на ассельские и сакмарские. На формирование тектоно-седиментационной структуры рифогенных отложений массива Шахтау оказали влияние также региональные дислокации Предуралья и, в частности, образование шиханского приподнятого горста, выколовшего и приподнявшего горы-одиночки на 1000 м по сравнению с одновозрастными массивами западного борта краевого прогиба. Сочетание первичного прихотливого накопления осадков рифогенных фаций и наложенных тектонических процессов привели к формированию тела, очень сложной по внутренней структуре.
Известнякам Шахтау присущи обычные качества известняков органогенных построек — химическая чистота, светлая окраска, массивность, отсутствие слоистости, текстурная неоднородность разного масштаба (пятнистость), большое разнообразие типов пород, их частая смена. Помимо чистых известняков, в массиве встречаются доломитизированные известняки явно вторичного происхождения. Известняки Шахтау чрезвычайно богаты остатками разнообразных организмов прекрасной сохранности.
Шахтау — карьер известняка, официально «месторождение известняков», для Стерлитамакского содово-цементного комбината (ОАО «Сода»). Разработки известняка начались в 1950 году. К 1975 г. вершинная часть «Царь-Горы» была снижена разработками более чем на 35 м. К настоящему времени от горы ничего не осталось.
У подножья горы расположен микрорайон Шахтау.

## История
Детальное изучение горы началось в XIX веке. Вангейм фон Квален в 1842 году опубликовал первые сведения о шиханах. Несколько раньше (1841 год) Шахтау посетили Р. Мурчисон и Е. Вернейль, составившие профиль через Шахтау в виде брахиантиклинальной складки, осложнённой разломом. В дальнейшем палеонтологические материалы по шиханам обрабатывали С. Куторга, В. Миллер, Х. Г. Пандер и другие, наиболее полное описание брахиопод Шахтау дали Ф. Н. Чернышёв и Н. П. Герасимов.
К началу 1930-х годов наметилось три точки зрения на генезис шиханов: а) брахиантиклинальные складки, б) эрозионные останцы, в) рифовые массивы. Работы ряда геологов, проводимые в 1936—1939 годах, позволили твёрдо обосновать рифовую природу шиханов.
Второй этап изучения массивов началось после открытия нефти в Приуралье. Сходство Шахтау и погребённых нефтегазоносных массивов заставило обратиться к нему многих стратиграфов. В годы Великой Отечественной войны геологи Башкирской нефтяной экспедиции АН СССР неоднократно обращались к шиханам для выяснения особенностей фаций и истории формирования нефтегазоносных погребений массивов Ишимбайского Приуралья.
Детальная разведка Шахтау с массовым бурением была начата в 1950-е годы для определения пригодности его для содово-цементного комбината в городе Стерлитамаке. Было пробурено большое число скважин, что дало возможность составить геологическую карту массива и серию профилей через него. При этом выяснилось сложное строение массива — его дислоцированность, наличие внутриформационных размывов, в отдельных участках — плащеобразное залегание. Было выяснено, что массив является рифогенным, но смят в складку и был существенно эродирован, то есть, как будто бы исключающие друг друга предположения о генезисе массива, все оказались частично справедливы.
В 1959 году на восточном склоне обнаружен могильник, датируемый XIII—XIV веками.
В 1960—1970-х годах карьеры Шахтау посещали многие геологи, преимущественно палеонтологи, для сбора сравнительного материала.
Данные по Шахтау привлекались и для познания коллекторских свойств рифогенных известняков. В. К. Громовым и Р. К. Петровой были выделены два типа трещин, отличающиеся протяжённостью и степенью раскрытости, образующих в совокупности четыре пересекающиеся системы трещин.
Микротрещиноватость пород изучал А. М. Тюрихин, который проследил три разновременные границы микротрещин — наиболее древние напоминают стиллолиты, средние по возрасту имеют битумное или минеральное заполнение, а самые молодые — открытые.
Гора Шахтау была объектом экскурсии VIII Международного конгресса по стратиграфии и геологии каменноугольного периода в 1975 году.